# Зінченко Наталія Миколаївна
Ната́лія Микола́ївна Зі́нченко (нар. 3 жовтня 1979, Десна, Чернігівська область, СРСР) — українська футболістка, що виступала у півзахисті. Відома перш за все завдяки виступам у складі жіночої збірної України, а також низки російських та українських клубів. Учасниця чемпіонату Європи з футболу серед жінок (2009). Після завершення кар'єри гравчині перейшла на тренерську роботу. Нині — тренерка клубу «Житлобуд-2».

## Життєпис

### Клубна кар'єра
Наталія Зінченко народилася у смт. Десна, що на Чернігівщині. Вихованка ФК «Елегія» (Бобровиця), перший тренер — Іван Острянко. Протягом сезонів 1992-1994 виступала у чернігівській «Легенді», у складі якої стала бронзовою призеркою національного чемпіонату. У 1995 році перейшла до київського клубу «Аліна», з яким здобула «срібло» чемпіонату та стала переможницею Кубка України. Того ж року Зінченко дебютувала у національній збірній — 22 жовтня вона з'явилася на полі у поєдинку проти збірної Угорщини.
Сезон 1996 Наталія розпочала у команді «Донецьк». Цей сезон став найуспішнішим у кар'єрі спортсменки на теренах України — до «золота» чемпіонату вона вдруге поспіль змогла додати Кубок країни, перегравши 12 жовтня 1996 року у фіналі свій колишній клуб «Аліна» з рахунком 7:1.
Після успішного виступу на Батьківщині трансфер Зінченко за майже 30 тисяч доларів викупив російський клуб ВДВ (Рязань). За 6 сезонів у команді Зінченко двічі ставала чемпіонкою Росії, здобула Кубок країни та бронзові нагороди. У сезоні 2002 вона перейшла до воронезької «Енергії», де також стала однією з провідних футболісток та здобула чемпіонське звання. Особливо вдалим видався останній сезон у формі «Енергії», у якому Зінченко відзначилася у різних турнірах 18 разів. Після завершення чемпіонату 2004 року Зінченко повернулася до Рязані, де продовжила виступи за місцеву команду. Наступні два сезони були не найкращими у її кар'єрі — не здобуто жодної нагороди у російській першості та Кубку, та й індивідуальні показники були не найкращими.
У 2007 році Наталія Зінченко перейшла до лав пермської «Зірки-2005», з якою пов'язані її головні досягнення у кар'єрі. Тричі поспіль Наталія ставала разом з командою чемпіонкою Росії, вигравала Кубок Росії, стала фіналісткою Кубка УЄФА. У 2009 році Зінченко завершила активні виступи як футболістка, узявши попередньо участь у жіночому чемпіонаті Європи з футболу у складі збірної України.

### Тренерка
У 2010 році Наталія Зінченко очолила «Зірку-2005», змінивши на посаді головного тренера поляка Шека Борковськи. Під її проводом команда здобула бронзові нагороди чемпіонату та дійшла до чвертьфіналу Кубка УЄФА, однак у травні 2011 року її на тренерському містку змінив серб Звонко Радич. Натомість Зінченко далі працювала у клубі як старша тренерка. Балканський тренер затримався у команді ненадовго і вже у листопаді того ж року Зінченко знову очолила «Зірку-2005», де пропрацювала до серпня 2012, поступившись місцем Сергію Чеснакасу.
З кінця 2012 року Наталія Зінченко була призначена на посаду головної тренерки молодіжної жіночої збірної України WU19. Свій перший матч в якості очільниці збірної провела на міжнародному товариському турнірі «Кубанська весна -2013». Збірна України під її керівництвом обіграла з рахунком 2:0 збірну Естонії. На цьому турнірі збірна України WU19 вперше зайняла друге місце, поступившись у фіналі збірній США в серії післяматчевих пенальті.
У 2014 році Наталія Зінченко повторює минулорічне досягнення. Збірна під її керівництвом займає друге місце на міжнародному турнірі «Кубанська весна -2014». У фіналі збірна України поступилася Росії з рахунком 3:2.
У 2016 році Зінченко приводить команду «Житлобуд-2» до першого в історії харків'янок чемпіонства України.
15 жовтня 2018 року Виконком ФФУ визнав роботу Володимира Реви на чолі жіночої збірної України незадовільною й ухвалив рішення призначити новою головною тренеркою Наталію Зінченко. Вона стала першою жінкою, яка керувала національною жіночою збірною України з футболу. Під її керівництвом команда фінішувала другою в груповому турнірі кваліфікації Євро-2022 та взяла участь у плей-офф відбору. Починаючи з листопада 2018 року до листопада 2021-го під керівництвом Наталії Зінченко національна жіноча збірна провела 28 матчів: 14 перемог, 3 нічиї, 11 поразок. Різниця забитих і пропущених м’ячів — 50—55. За цей період у збірній дебютували 16 футболісток. 14 листопада 2021 року в УАФ повідомили про завершення роботи Наталії Зінченко на посаді тренерки збірної.

## Досягнення
Командні трофеї
- Фіналістка Кубка УЄФА (1): 2008/09
- Чемпіонка України (1): 1996
- Срібна призерка чемпіонату України (1): 1995
- Бронзова призерка чемпіонату України (1): 1992
- Володарка Кубка України (2): 1995, 1996
- Чемпіонка Росії (7): 1999, 2000, 2002, 2003, 2007, 2008, 2009
- Бронзова призерка чемпіонату Росії (4): 1997, 1998, 2001, 2004
- Володарка Кубка Росії (2): 1998, 2007
- Фіналістка Кубка Росії (7): 1997, 1999, 2000, 2001, 2003, 2008, 2009

Тренерські здобутки
- Чемпіонка України (3): 2016, 2017, 2019/20
- Бронзова призерка чемпіонату Росії (1): 2010
- Володарка Кубка Росії (1): 2011/12
- Кращий/а тренер/ка України (2): 2016, 2017

## Статистика
У таблиці наведена статистика виступів Наталії Зінченко за кордоном.
| Клуб                  | Сезон             | Чемпіонат | Чемпіонат | Кубок | Кубок | Єврокубки | Єврокубки | Інше  | Інше | Всього | Всього |
| Клуб                  | Сезон             | Матчі     | Голи      | Матчі | Голи  | Матчі     | Голи      | Матчі | Голи | Матчі  | Голи   |
| --------------------- | ----------------- | --------- | --------- | ----- | ----- | --------- | --------- | ----- | ---- | ------ | ------ |
| «Рязань-ВДВ» (Рязань) |                   |           |           |       |       |           |           |       |      |        |        |
| 1997                  | ?                 | 1         | ?         | 1     | -     | -         | -         | -     | ?    | 2      |        |
| 1998                  | ?                 | 5         | ?         | -     | -     | -         | -         | -     | ?    | 5      |        |
| 1999                  | ?                 | -         | -         | -     | -     | -         | -         | -     | -    | ?      |        |
| 2000                  | ?                 | -         | -         | -     | -     | -         | -         | -     | -    | ?      |        |
| 2001                  | ?                 | 4         | -         | -     | 5     | 3         | -         | -     | ?    | 7      |        |
| 2002                  | ?                 | -         | -         | -     | -     | -         | -         | -     | -    | ?      |        |
| Всего                 | ?                 | 10        | ?         | 1     | 5     | 3         | -         | -     | ?    | 14     |        |
| «Енергія» (Воронеж)   | 2003              | ?         | 6         | -     | -     | ?         | 8         | -     | -    | ?      | 14     |
| «Енергія» (Воронеж)   | 2004              | ?         | 11        | ?     | 2     | ?         | 5         | -     | -    | ?      | 18     |
| «Енергія» (Воронеж)   | Всего             | ?         | 17        | ?     | 2     | ?         | 13        | -     | -    | ?      | 32     |
| «Рязань-ВДВ» (Рязань  | 2005              | ?         | 8         | -     | -     | -         | -         | -     | -    | ?      | 8      |
| «Рязань-ВДВ» (Рязань  | 2006              | ?         | 2         | -     | -     | -         | -         | -     | -    | ?      | 2      |
| «Рязань-ВДВ» (Рязань  | Всего             | ?         | 10        | -     | -     | -         | -         | -     | -    | ?      | 10     |
| «Зірка-2005» (Перм)   | 2007              | ?         | 9         | ?     | 2     | -         | -         | -     | -    | ?      | 11     |
| «Зірка-2005» (Перм)   | 2008              | ?         | 10        | -     | -     | ?         | 3         | -     | -    | ?      | 13     |
| «Зірка-2005» (Перм)   | 2009              | ?         | 5         | ?     | 1     | ?         | 1         | -     | -    | ?      | 7      |
| «Зірка-2005» (Перм)   | Всього            | ?         | 24        | ?     | 3     | ?         | 4         | -     | -    | ?      | 31     |
| Всього за кар'єру     | Всього за кар'єру | ?         | 61        | ?     | 6     | ?         | 20        | -     | -    | ?      | 87     |